# Robert Preudhomme
Robert Preudhomme [Prudhomme] est un maître écrivain français juré, expert en écritures, actif à Paris au milieu du XVIe siècle.

## Biographie
Il fut reçu maître en 1632.

## Œuvres
- Essay instructif de l'art d'escriture, où par une nouvelle méthode, le mystère de l'escrivain est clairement découvert et expliqué par le nombre ternaire, et autres enseignemens. Avec une ample digression sur les vérifications et comparaison des écritures et signatures. Paris : l'auteur et Clousier, 1639. 8°, 166 p. (Paris BNF : V-25020, RES-P-82). Dédié à Nosseigneurs de la Grand-Chambre du Parlement de Paris. L'ouvrage a été supprimé par un décret du même Parlement du 5 mars 1640, arguant du rapport que le nombre ternaire pouvait avoir avec le mystère de la Sainte-Trinité (nous dit Paillasson).